# Grumman F-14 Tomcat
El Grumman F-14 Tomcat es un caza pesado supersónico biplaza con alas de geometría variable, de largo alcance y bimotor, diseñado por Grumman para la Armada de los Estados Unidos. El objetivo principal del Tomcat era la defensa de la flota y, entre sus objetivos secundarios, podían contarse la escolta de bombarderos y, más tarde, el ataque contra objetivos en tierra.
El Tomcat fue desarrollado especialmente para equipar a la Armada de los Estados Unidos, dentro del programa Naval Fighter Experimental (VFX), tras la retirada del proyecto del F-111B. El F-14 fue el primero de una serie de aviones de combate que fueron diseñados incorporando la experiencia del combate aéreo contra los MiG durante la guerra de Vietnam.
El primer vuelo de un F-14 fue en diciembre de 1970 y en junio de 1972 se realizaron los primeros apontajes en el portaaviones USS Forrestal (CVA-59). Los escuadrones VF-1 y VF-2 fueron los primeros en sustituir sus F-4 Phantom II por los F-14 en septiembre de 1974, siendo desplegados por primera vez embarcados a bordo del USS Enterprise (CVN-65). En 1998, la empresa Lockheed Martin se adjudicó el contrato, valorado en 3,5 millones de dólares, por el cual se instalarían en los F-14 el sistema LANTIRN. Los primeros equipos se instalaron en el escuadrón VF-103, embarcados en el USS Enterprise.
El 8 de febrero de 2006, los F-14 del escuadrón VF-213 Black Lions fueron los últimos en volar en misión de combate. El 22 de septiembre de 2006 fue retirado oficialmente, habiendo sido reemplazado por el F/A-18E/F Super Hornet.
Desde esa fecha, el F-14 sólo se encuentra en servicio en la Fuerza Aérea iraní, después de haber sido exportado a Irán en 1976, contando con 60 unidades operativas, mantenidas localmente mediante piezas de contrabando.

## Diseño y desarrollo

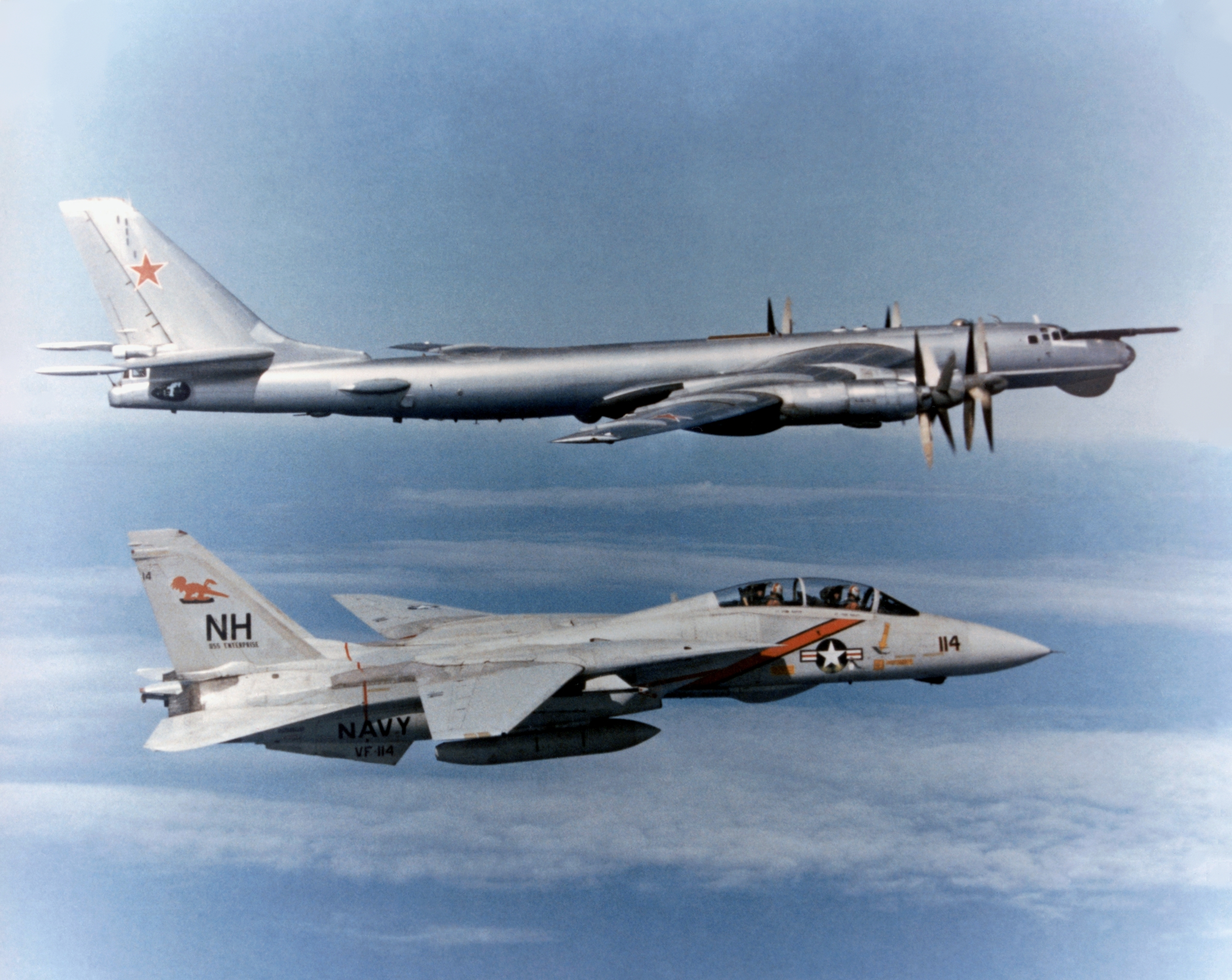
Un F-14A Tomcat del escuadrón VF-114 de la Armada de los Estados Unidos interceptando un avión de patrulla marítima Tu-95RT "Bear-D" soviético.

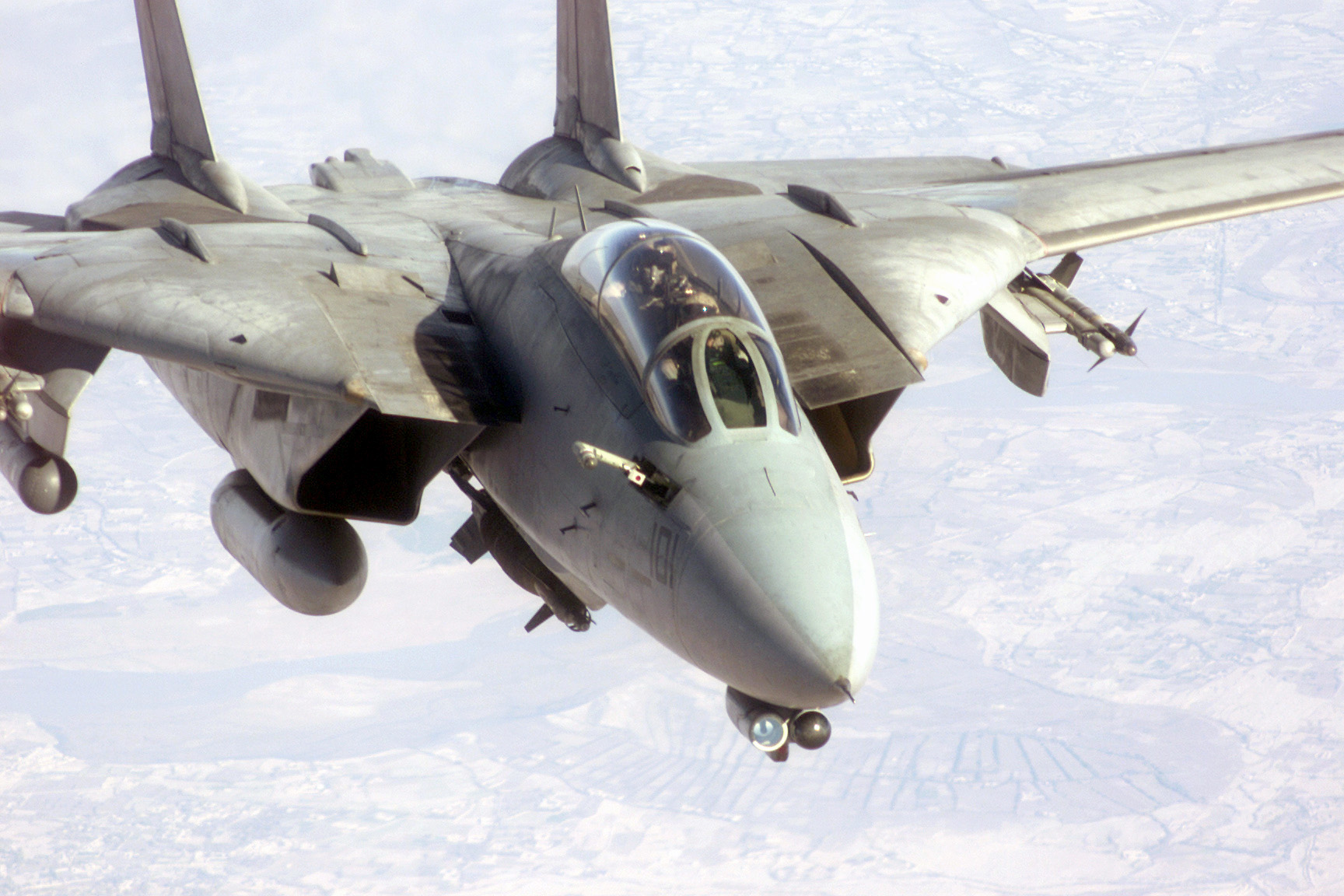
Un F-14 se prepara para ser reabastecido en vuelo con la sonda extendida.

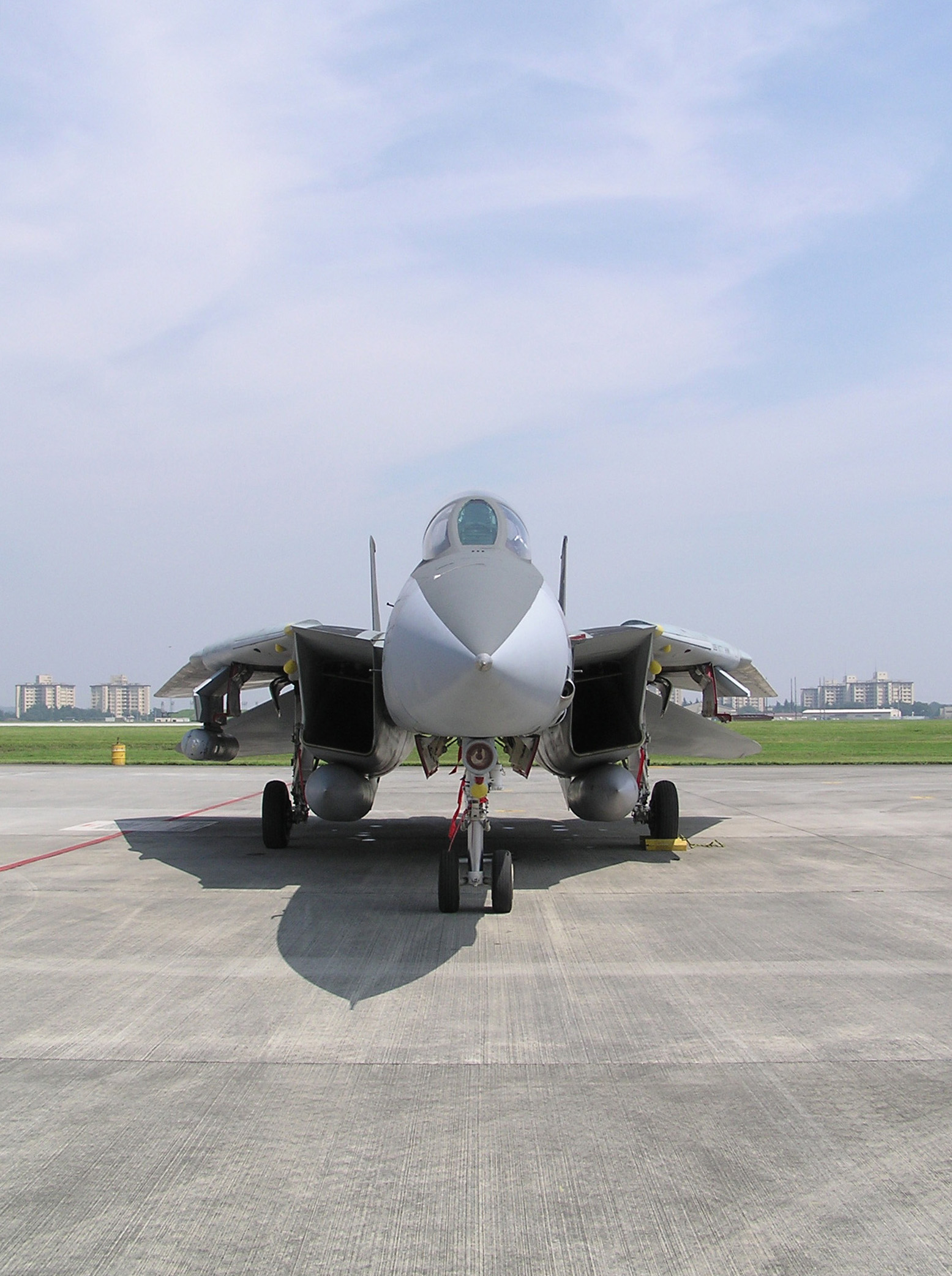
F-14B, vista frontal con sus grandes toberas de ingreso de aire a los motores.

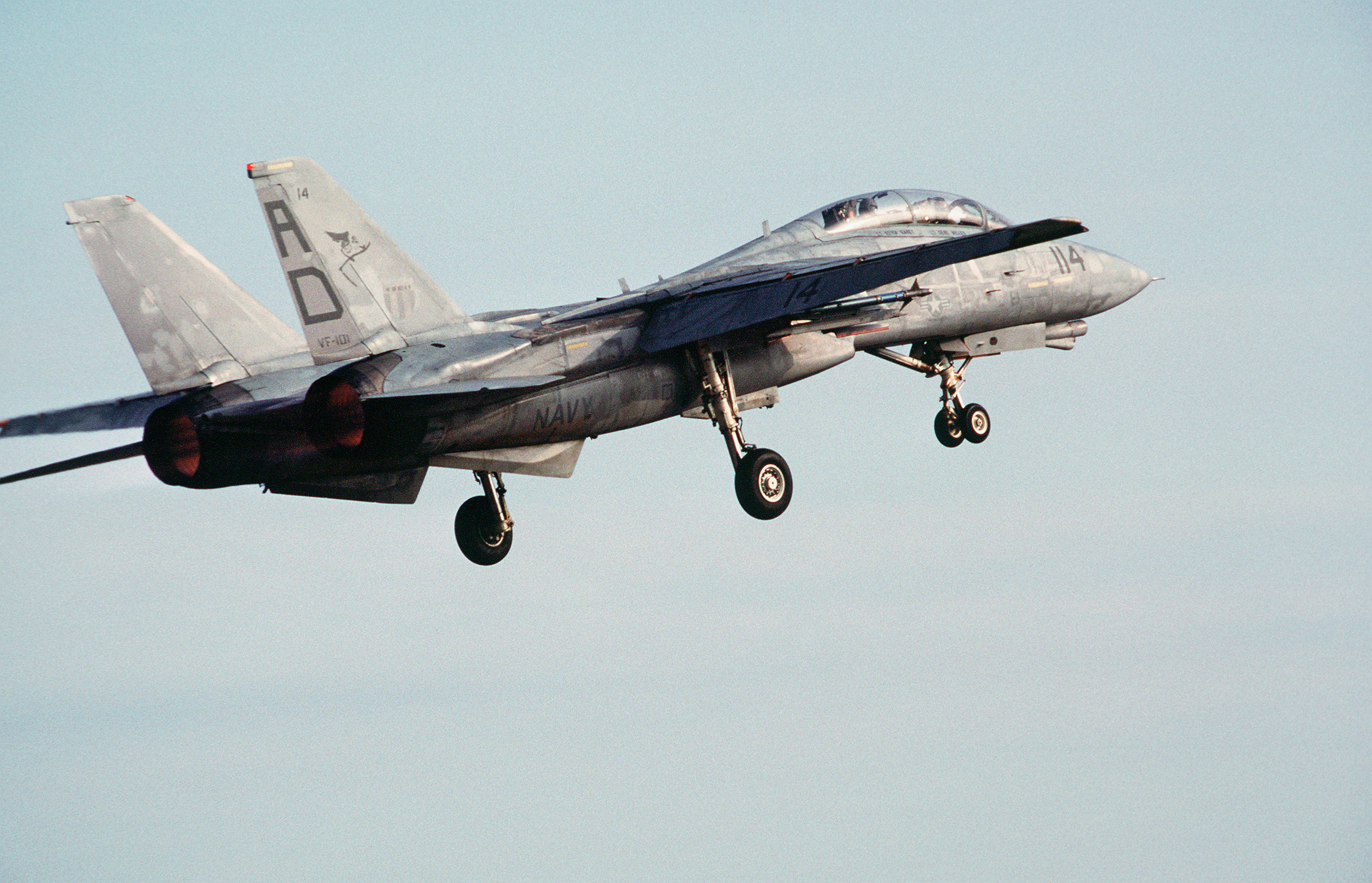
F-14 con el tren de aterrizaje desplegado.

El nuevo caza naval F-14 fue diseñado para reemplazar el fallido proyecto del F-111B (la versión naval del cazabombardero táctico de base en tierra de la Fuerza Aérea de los Estados Unidos). Se buscaba que el F-111B naval proporcionara defensa aérea, pero resultó ser muy pesado, difícil de maniobrar y poco apropiado para las operaciones en portaaviones. Esto llevó a la cancelación definitiva del programa en 1968.
En sus primeras pruebas, el caza naval Tomcat demostró tener varias ventajas sobre el proyecto F-111B. Era más pequeño, ligero, maniobrable y utilizaba menos combustible que el pesado F-111. No obstante, en el diseño del nuevo F-14 se utilizaron algunos sistemas diseñados para equipar el proyecto original del F-111, entre ellos, el radar de largo alcance, los misiles para combate "aire-aire" Phoenix y los motores gemelos Pratt & Whitney TF30.
Su nuevo diseño era innovador: la sección plana del fuselaje central entre los motores proveía sustentación adicional, dándole al Tomcat una superficie alar un 40 % más grande que las verdaderas dimensiones de las alas. Esto le permitía llevar más capacidad de armas y combustible. Sus alas de geometría variable (característica de los diseños de los años sesenta) se ajustan automáticamente según la velocidad y la altura del avión, dándole el mejor rendimiento posible en diferentes altitudes operativas y a diferentes velocidades. Se extienden totalmente para despegar y aterrizar y, a mayores altitudes y a velocidades supersónicas, se retraen para formar un ala delta. 
Aunque hubo problemas al principio de su desarrollo y pruebas de vuelo por el poco fiable turborreactor TF30, que entraba en pérdida durante maniobras violentas de combate aéreo, estas fueron superadas con la llegada de los nuevos motores F110. El avión aceleraba y desaceleraba rápidamente y era capaz de alcanzar rápidamente velocidades de Mach 2,4, aunque durante toda su vida operativa rara vez sobrepasara Mach 2 para preservar la vida operativa de los motores y el fuselaje. A pesar de su agilidad en el aire con las alas extendidas, el F-14 es notablemente difícil de aterrizar en un portaaviones para los pilotos de combate y su tiempo en servicio ha estado ligado a numerosos accidentes durante sus aterrizajes.
Posteriormente, se introdujeron nuevos motores y sistemas de armamento en la estructura del F-14. Así fue como el designado F-14A fue equipado con los nuevos y mejorados motores TF-30 y el sistema de armas AN/AWG-9. El siguiente F-14B usaría un motor de una tecnología más avanzada. Esta variante B sería seguida rápidamente por el mejorado F-14C, con un nuevo sistema de armamento y otras mejoras Up-grade, reemplazando el anterior sistema de armamento AN/AWG-9. Sin embargo, el reemplazo del AN/AWG-9 fue retrasado durante mucho tiempo. Cuando finalmente se presentó el nuevo sistema AN/APG-71, fue asignado para equipar a los nuevos ejemplares de F-14D, por lo cual, la versión del caza F-14C nunca fue producido en serie. El 1.er escuadrón de F-14 Tomcat se embarcó en el famoso USS Enterprise (CVN-65) con el nombre de VF-1.
El Tomcat fue concebido, diseñado y construido como un caza interceptor de largo alcance, grande, potente y pesado, con gran capacidad para transportar armas y combustible, encargado de defender a los grupos de portaaviones de los bombarderos soviéticos y los misiles de crucero. Su poderoso radar de largo alcance era capaz de detectar bombarderos a distancias de más de 160 km, rastrear 24 objetivos y atacar a 6 al mismo tiempo, algo muy novedoso en esa época. En una prueba famosa de armas y capacidad de combate, un F-14 destruyó 5 de 6 blancos en un solo ataque. Luego se supo, sin embargo, que los blancos a control remoto (cazas modificados) no realizaron maniobras defensivas, aunque en una situación de combate real, los bombarderos enemigos de la Unión Soviética tampoco poseerían suficiente agilidad para esquivar un misil supersónico.
El Tomcat, con sus alas de geometría variable, totalmente retraídas en forma de ala delta, no era un avión ágil y no podía enfrascarse en un combate cerrado con cazas más ligeros y con alas fijas, como el nuevo F-16 o los soviéticos MiG-29 y el nuevo Su-27 de "Alta maniobrabilidad", aunque, siendo un caza embarcado que operaba desde portaaviones, era muy improbable que se encontrara en medio del océano con tales cazas de base en tierra. 
Su fabricación y función especializada era para la intercepción de los bombarderos enemigos a muy larga distancia, en combates más allá del alcance visual del piloto. A ello apuntaba su diseño y, sobre todo, sus nuevos sistemas de armas, como el impresionante misil Phoenix. Su papel consistía en patrullar los cielos, merodear lugares lejanos en el océano, delante de los portaaviones y a la vanguardia del "Ala de Combate", como primera línea de batalla para eliminar aviones enemigos a más de 300 km de distancia de la flota. Si los bombarderos penetraban dentro de este alcance de seguridad, entraban en acción los misiles antiaéreos de los buques de escolta del portaaviones y otros aviones caza de alcance más limitado.
El arma principal del F-14 era el misil de largo alcance AIM-54 Phoenix, capaz de alcanzar un objetivo a 200 km de distancia, el de mayor alcance en esa época. El Tomcat era el único avión estadounidense capaz de llevar este impresionante sistema de armas. Podía llevar hasta 6 misiles de largo alcance, pero el máximo recomendado "real" era de sólo 4, debido a que el F-14 no podía aterrizar en un portaaviones al retornar de sus vuelos de patrulla con más misiles Phoenix, debido al peso sobre el tren de aterrizaje y por la resistencia al avance, que limitaba su alcance en combate y aumentaba su consumo de combustible. También podían ser equipados con misiles de alcance medio AIM-7 Sparrow y el nuevo misil guiado por infrarrojos AIM-9 Sidewinder, de corto alcance para combate "aire-aire", además de un cañón M61 Vulcan de 20 mm. Durante los enfrentamientos en el Mar Mediterráneo con los caza soviéticos MiG-23 de la Fuerza Aérea de Libia (en los años 80), la carga habitual de armas para el Tomcat era de 4 misiles Sparrow y 4 Sidewinder.
Con el fin de la Guerra Fría entre oriente y occidente, acabó la amenaza de los bombarderos soviéticos contra los portaaviones, y el papel del Tomcat quedó limitado a vuelos de escolta y reconocimiento. Por ello, durante la Guerra del Golfo se dotó al F-14 de capacidades limitadas de ataque a tierra, equipándolos con algunas mejoras Up-grade, como el nuevo sistema Lantirn, que permite apuntar bombas guiadas por láser y otras armas de precisión. Algunos F-14 también fueron equipados para realizar tareas de reconocimiento, vigilancia y fotografía.
Sin embargo, a finales de siglo, el tiempo de servicio del Tomcat era de 30 años y su mantenimiento se tornaba cada vez más costoso comparado con aviones más recientes, como el nuevo caza embarcado en portaaviones F-18. Así, durante la década del noventa, se decidió retirarlos progresivamente del servicio, lo que culminó el 2006. La función de defensor de la flota fue asumido por el nuevo caza de peso medio F/A-18E Super Hornet, más pequeño y ligero que el F-14, pero que también podía defender a la flota.

## Historia operacional

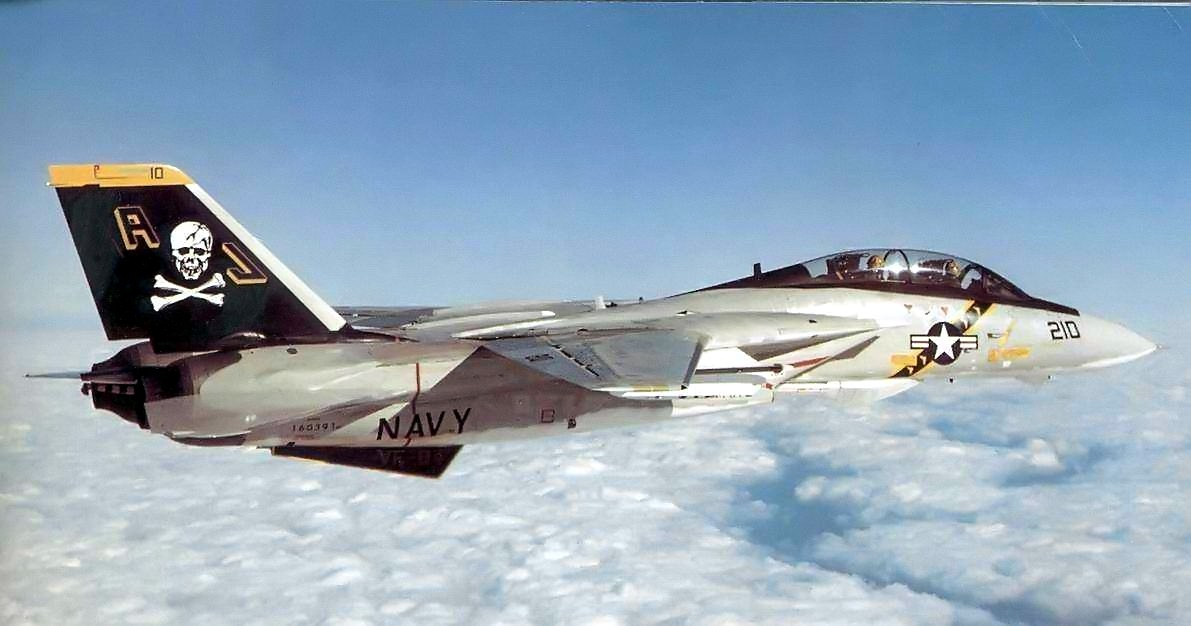
Un F-14A del escuadrón VF-84 Jolly Rogers de la Armada de los Estados Unidos, con un diseño de los años 1970.

El F-14 Tomcat, fue durante la década de 1970, el principal caza naval pesado de largo alcance, superioridad aérea y reconocimiento táctico de la Armada estadounidense, equipado con una sonda retráctil de tipo canasta y manguera flexible para reabastecimiento en vuelo, fue asignado para la defensa de todos los portaaviones de la Armada, desde 1972 hasta 2006, siendo el avión naval en servicio activo que durante más años fue comisionado en la misma.
El F-14 ha servido en la Fuerza Aérea de Irán desde 1978 hasta el presente, desde bases aéreas en tierra, con la ayuda de técnicos de otros países, la adaptación de nuevas partes y piezas de repuesto y constantes mejoras a su diseño original, como la capacidad para lanzar bombas convencionales y misiles fabricados en otros países, para que puedan seguir operando hasta el día de hoy, en misiones de prácticas de combate de nuevos pilotos y vigilancia naval en la costa del país.

### Armada de los Estados Unidos

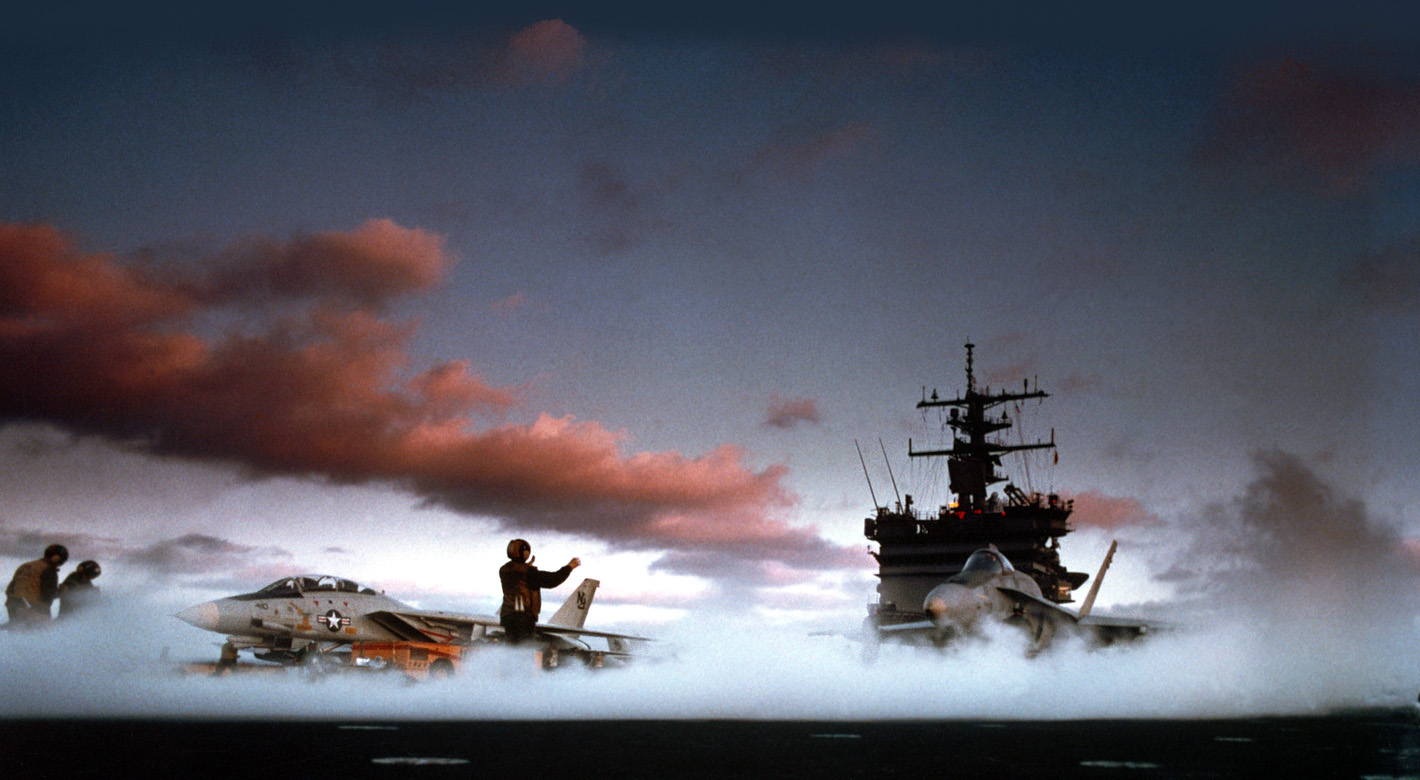
Un F-14 y un F/A-18 se preparan para despegar desde el en 1985.

#### Primeros años y combates aéreos

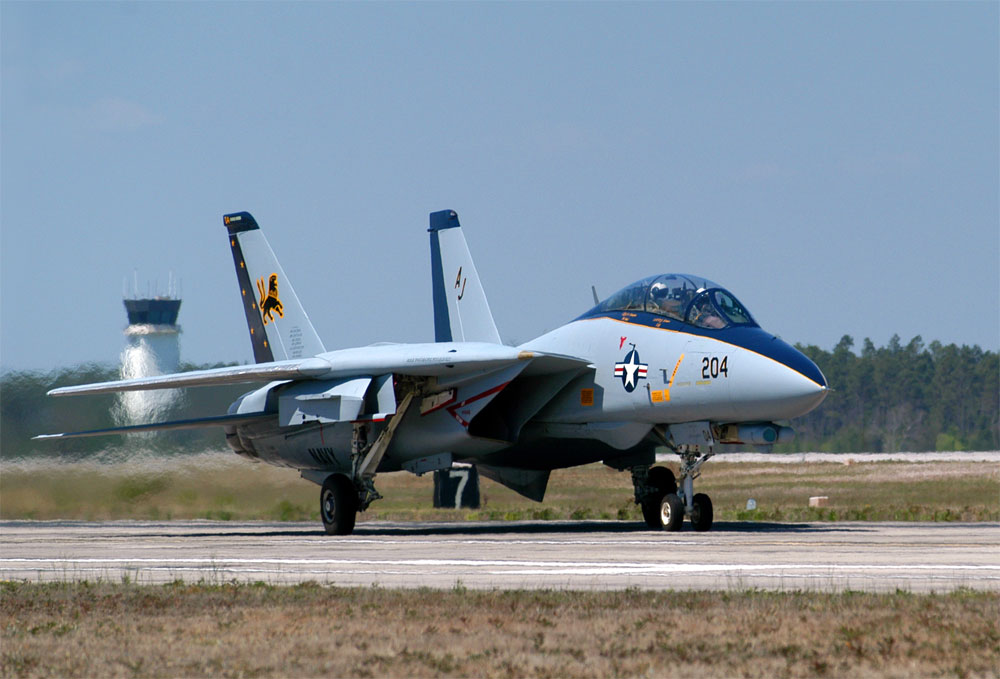
El último F-14 estadounidense en volar una misión de combate, un F-14D del escuadrón VF-213, aterriza en la Estación Aeronaval Pensacola, Florida.

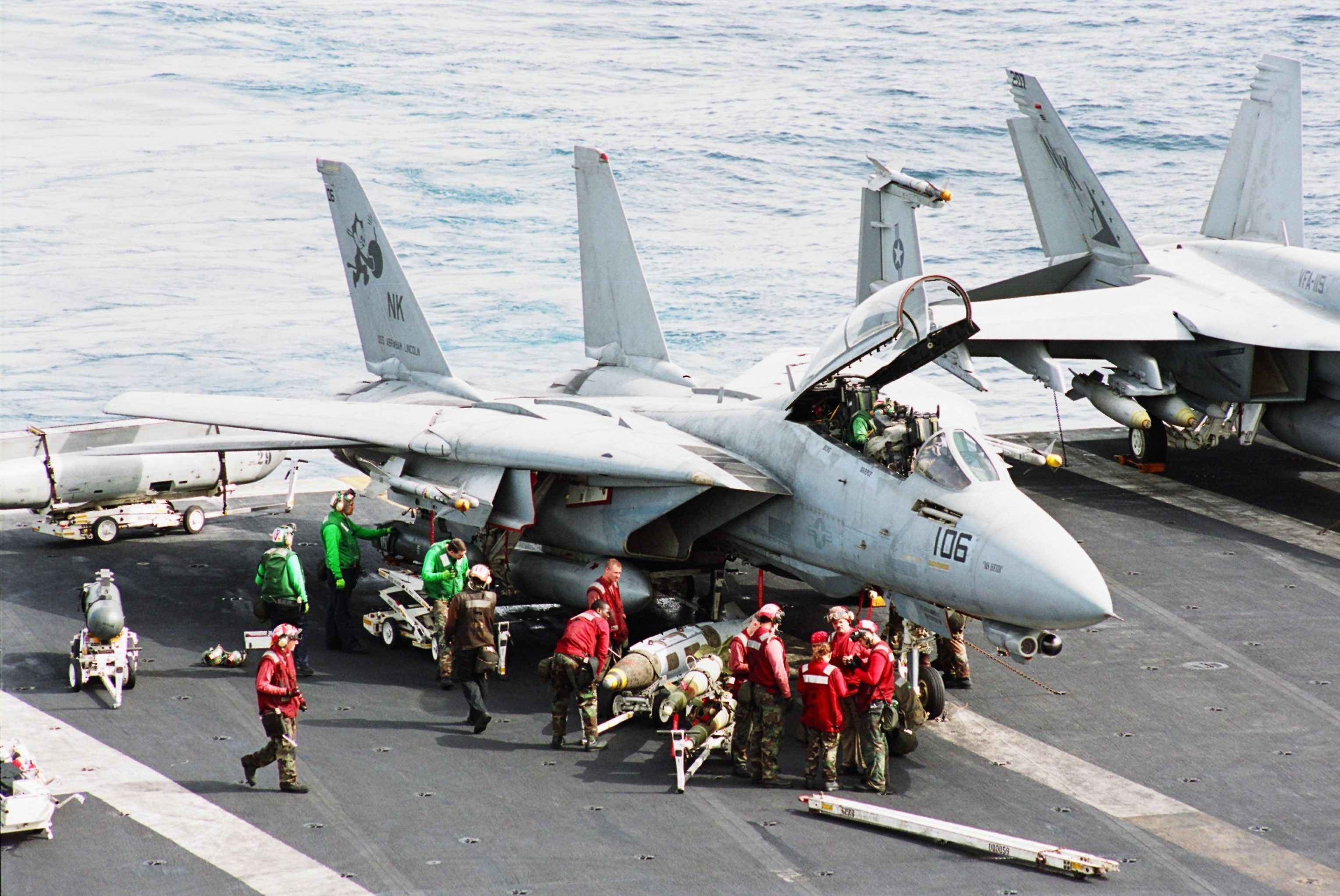
F-14D en el portaaviones Abraham Lincoln.

El F-14 comenzó a reemplazar a los F-4 Phantom II en servicio a partir de septiembre de 1974, con los escuadrones VF-1 Wolfpack y VF-2 Bounty Hunters a bordo del portaaviones USS Enterprise (CVN-65), y participó en la retirada estadounidense de Saigón. El F-14 obtuvo su primera victoria en combate aéreo el 19 de agosto de 1981, sobre el Golfo de Sirte en el Mar Mediterráneo, en lo que se conoce como el incidente del Golfo de Sirte, frente a las costas de Libia, después de que dos F-14 del VF-41 Black Aces fueran atacados por dos Su-22 "Fitter" libios en aguas internacionales. Los F-14 evadieron los misiles infrarrojos R-3S "Atoll" lanzados por uno de los aviones libios y devolvieron el fuego, derribando a los dos aviones enemigos con misiles AIM-9J Sidewinder. Los F-14 de la Armada estadounidense se enfrentaron una vez más contra la aviación libia el 4 de enero de 1989, cuando dos F-14 del escuadrón VF-32 derribaron dos MiG-23ML "Flogger" libios, sobre el Golfo de Sirte, en un segundo incidente. A pesar de la atención recibida por el Tomcat, como consecuencia de sus victorias aéreas en el Golfo de Sirte, su primer bautismo de fuego sostenido en combate fue como plataforma de reconocimiento fotográfico en la Guerra del Golfo. El Tomcat heredó gran parte de las misiones de reconocimiento, debido a la retirada de los RA-5C Vigilante, los RF-8G y los A-7 Corsair II de la flota. 
Se desarrolló e implementó con éxito en el Tomcat, desde el año 1981, un nuevo sistema de avistamiento, en un contenedor de transporte de equipos electrónicos "POD de información" transportado en un pilón de carga de armas bajo el fuselaje central, llamado Sistema de Reconocimiento Táctico Aerotransportado (TARPS, por sus siglas en inglés), para misiones de reconocimiento táctico del campo de batalla. 
Con la retirada de los últimos RF-8G en 1982, el F-14 se convirtió en el principal sistema de reconocimiento táctico de la Armada y participó como escolta de los portaaviones, vigilancia y algunas misiones de ataque, en la guerra de Irak y en misiones de paz en África. Uno de cada dos escuadrones de Tomcat por Ala de Combate fue designado para realizar misiones de reconocimiento, y recibió 3 equipos TARPS por cada aeronave.
Con la desintegración de la Unión Soviética y la permanencia en las bases en tierra de los aviones bombarderos Túpolev Tu-95, Túpolev Tu-22M y los más modernos Túpolev Tu-160, los cazas soviéticos de largo alcance, como el MiG-25 y el MiG-31, por falta de presupuesto económico para poder mantenerse operativos, y la suspensión de los planes de modernización de la Armada de Rusia, la necesidad del F-14 como avión caza de largo alcance para interceptar a los objetivos lejanos de los lugares defendidos, se limitó a la de vuelos de reconocimiento aéreo, y permitió el desarrollo de nuevos aviones de caza polivalentes de diseño multipropósito, para su reemplazo programado. 
El F-14 se convirtió, en sus últimos años, en un avión de ataque al suelo, misión que ejecutó brillantemente, debido a la retirada de los A-6E Intruder y a la necesidad de cubrir el hueco hasta la llegada del F/A-18 Super Hornet. Los F-14B y F-14D podían emplear los mismos tipos de bombas que los F-15E. Además, sus sistemas AN/AAQ-25 LANTIRN y AN/AAQ-28 Litening II eran más precisos que el AN/AAQ-14 empleado por la USAF. En 1995, los F-14 Tomcat realizaron sus primeras misiones reales de ataque con bombas guiadas por láser en Bosnia. El rendimiento de los F-14 en su nuevo papel hizo que, por ejemplo, en 2003 se solicitara a la Armada que cinco F-14A del escuadrón VF-154 se basaran en tierra para realizar misiones de coordinación de ataques aéreos en Irak. No sólo lideraron a los aviones de ataque de la USAF, RAF y RAAF, sino que también entrenaron a tripulaciones de F-15E para realizar estas misiones.

#### Retirada
Debido a las características y funciones muy especializadas del F-14, y al alto coste de mantener operativa a la flota de estos aviones durante más años, no se continuó fabricando en serie, desarrollando mejoras y nuevos modelos, derivados de su diseño original, y no se ofreció a la venta a otros países.

### Irán

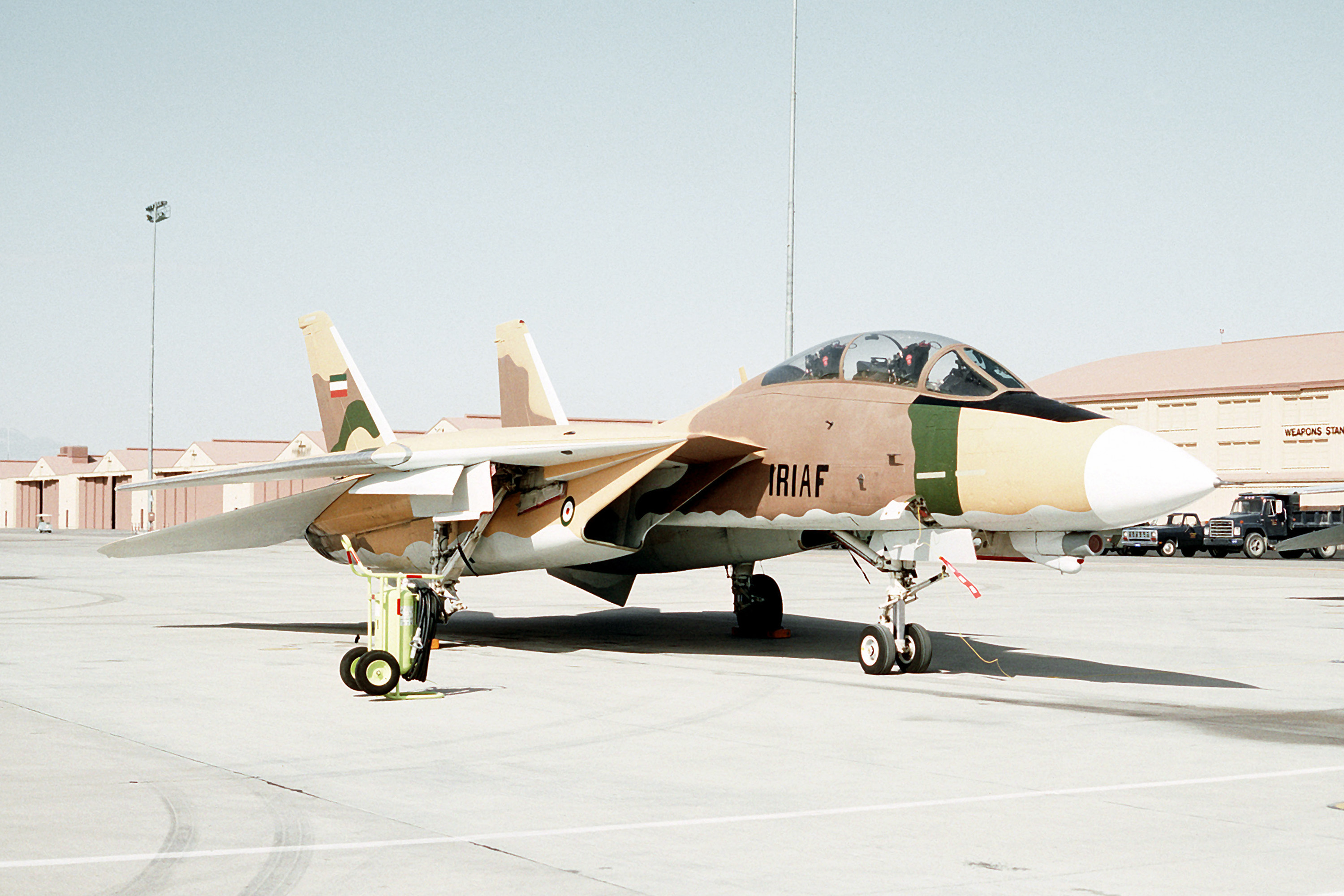
Un F-14A estadounidense de la escuela "Top Gun" Fighter Weapons School de la Armada de los Estados Unidos, en San Diego, pintado como un caza iraní para ser usado como adversario en entrenamiento de combate aéreo.

El único cliente extranjero del Tomcat, que prometía ser uno de los aviones caza de largo alcance más vendidos en esa época, fue la Fuerza Aérea Imperial iraní, durante el reinado del último Shah (emperador) de Irán, Mohammad Reza Pahlavi.
En la década de 1970, la Fuerza Aérea Imperial Iraní (IIAF) estaba buscando un avión de combate avanzado, de largo alcance, pesado, moderno y bimotor. Irán buscaba un sistema de defensa aérea que, debido a la orografía montañosa y largas distancias del país, debía estar basado en aviones de largo alcance. Por ello se realizó el pedido de aviones AWACS y de interceptores con sistemas de radares y misiles de largo alcance. Para complementar a los F-14, se compraron asimismo aviones cisterna Boeing 707 a los que se unieron Boeing 747 de Irán Air, convertidos en cisternas.
El argumento de venta al Congreso de Estados Unidos fue la necesidad de contar con un avión capaz de interceptar al nuevo caza bimotor de largo alcance MiG-25 "Foxbat" soviético, que realizaba vuelos de reconocimiento en territorio iraní a gran altitud con total impunidad, y por la posible amenaza de una intervención militar de la Unión Soviética en la región, que años más tarde efectivamente se realizó en Afganistán, por lo que el Tomcat cumplió con éxito el objetivo de su diseño: enfrentarse y detener una expansión soviética sobre otros países, siendo el caza pesado de largo alcance más capaz fabricado en Occidente.
Para vencer las reticencias iniciales de Estados Unidos de vender armas avanzadas a un país del tercer mundo, Irán movió hilos con el apoyo de la Armada estadounidense y la empresa Grumman, que veían que el dinero iraní podía ayudarles a sacar adelante los caros cazas F-14 en un periodo de recorte de gastos militares. 
Después de una visita del presidente estadounidense Richard Nixon a Irán en 1972, para entonces un aliado preferente de Occidente en la región, se le prometió al gobierno de Irán lo último en tecnología militar disponible para la venta. La elección de la IIAF estaba entre el caza F-14 Tomcat y el nuevo proyecto de caza de superioridad aérea McDonnell Douglas F-15 Eagle, de reciente desarrollo. El F-14 encajaba mejor con el tipo de caza que buscaba Irán, por prestaciones y estar más avanzado en su desarrollo. De hecho, el dinero iraní logró que la Armada lograra sacar adelante el proyecto del F-14 e incluso mejorar sus prestaciones.
Grumman Corporation organizó una demostración entre el Tomcat y el nuevo F-15 Eagle por orden del Shah, con enfrentamientos simulados en diferentes situaciones, altitudes y velocidades, y, en enero de 1974, Irán ordenó la compra de los primeros 30 aviones F-14 y 424 misiles AIM-54 Phoenix, iniciando el Proyecto Rey persa, con un valor de 300 millones de dólares. 
Sólo unos meses más tarde, esta orden se incrementó a un total de 80 Tomcat y 714 misiles Phoenix (simplificados respecto a los que empleaba la Armada). El proyecto iraní no se trataba de una simple compra, así que se comprometieron repuestos y motores de recambio para 10 años, suministros de paquetes de armamento completos, entrenamiento completo (pilotos, navegantes, mecánicos, técnicos de vuelo) y la creación en Irán de la infraestructura de mantenimiento necesaria para mantenerlos operativos (incluyendo la construcción de la enorme base aérea de Khatami actualmente el Aeropuerto Internacional de Isfahán, en el desierto, a 8 km al noreste de la ciudad de Isfahán).
El primer F-14 especialmente construido para Irán y para operar desde bases en tierra llegó en enero de 1976, modificado sólo para eliminar los componentes de aviónica clasificados, utilizados por la Armada, pero dotándoles con los nuevos motores TF-30-414. Al año siguiente se entregaron 12 más. Mientras tanto, la formación de las tripulaciones iraníes estaba en marcha en bases estadounidenses y una de estas tripulaciones llevó a cabo un exitoso derribo con un misil Phoenix de un avión no tripulado volando a 15 000 m de altitud.
Tras el derrocamiento del Shah en 1979, la Fuerza Aérea de Irán fue rebautizada como la "Fuerza Aérea de la República Islámica del Irán" (IRIAF) y el gobierno revolucionario de Irán canceló todas las órdenes de compra de nuevas armas a occidente. La cartera iraní de pedidos de F-14 se ofreció a otros países aliados, planteándose seriamente la RAF la compra del F-14 como interceptor (finalmente compraría una variante del Panavia Tornado).
El conocimiento acerca del uso del F-14 por parte del nuevo gobierno de Irán es muy limitado en Occidente. El deterioro de las relaciones por el secuestro en la Embajada de Estados Unidos durante el gobierno de Jimmy Carter, llevó a que el Gobierno estadounidense impusiese un embargo de armas y repuestos contra Irán, incluido la cancelación del envío del último y más moderno Tomcat-D, versión diseñada especialmente para equipar a la Fuerza Aérea de Irán, que fue embargado y finalmente adaptado para ser entregado a la Armada de los Estados Unidos. Los grandes envíos de piezas de repuesto fueron cancelados. Muchos aviones vendidos a Irán fueron "canibalizados" para desarmarlos y obtener piezas de recambio, para poder mantener volando otros aviones. El embargo afectó la venta de este avión a otros países, al no poder competir en precio y soporte con el F-15 de la USAF, con una cartera de pedidos mucho mayor.

#### Guerra Irán-Irak

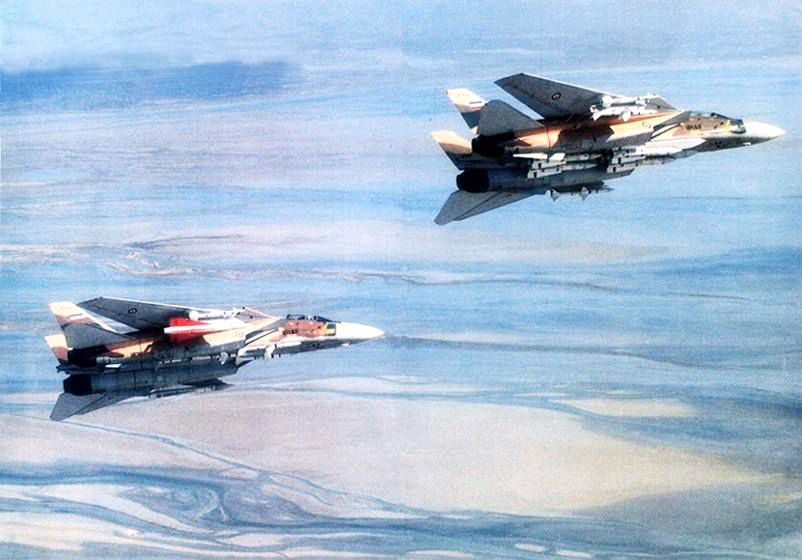
Dos cazas F-14A iraníes con armamento de misiles, incluyendo un misil tierra-aire modificado MIM-23 Hawk.

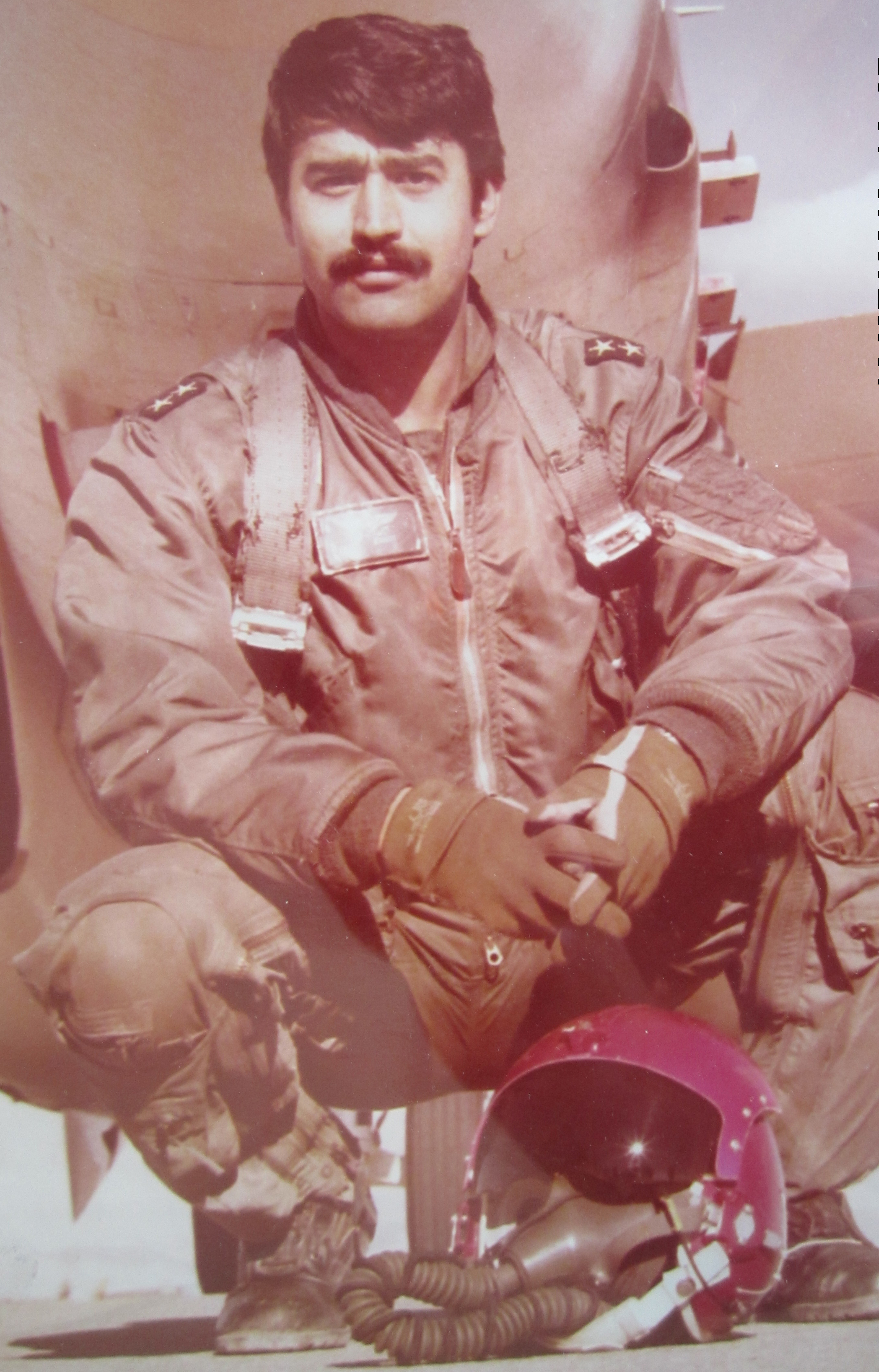
El piloto iraní Jalil Zandi, es el mayor as del F-14 con 11 victorias aéreas confirmadas.

Cuando Irak atacó a Irán, la mayoría de los F-14 no se encontraba en condiciones de vuelo, y sus tripulaciones carecían del entrenamiento necesario. Con grandes esfuerzos, se logró poner en servicio alrededor de una docena de aviones, que volaron misiones de patrulla aérea guiados por controladores en tierra, dado que sus radares tenían una operatividad limitada por falta de mantenimiento y de repuestos; estas deficiencias rápidamente fueron subsanadas por el nuevo régimen iraní, que sacó a los pilotos de la cárcel, logrando reunir a 64 pilotos y 129 controladores de radar leales. Los F-14 de Irán participaron en numerosos combates aéreos en la guerra entre Irán e Irak, en la década de los años 80. Luchó contra los cazas MiG-25P/PD soviéticos, los nuevos y modernos caza MiG-29A y algunos Mirage F-1EQ vendidos por Francia a la Fuerza Aérea de Irak. En el cénit de la guerra, se cree que Irán logró mantener operativos entre 50 y 60 F-14, que fue el mejor caza iraní en combates aéreos y mostró la excelencia de su diseño, recordando que es un avión difícil de enfrentar en un combate aéreo moderno, al haber sido diseñado teniendo en cuenta las lecciones de Vietnam.
En 1980, un F-14 iraní derribó un helicóptero iraquí Mil Mi-25 como su primer derribo aire-aire durante la Guerra Irán-Irak (1980-1988). Según una investigación de Tom Cooper, los F-14 iraníes obtuvieron al menos 50 victorias aire-aire en los primeros seis meses de la guerra contra los MiG-21 iraquíes, los MiG-23 y algunos Su-20/22. Durante el mismo período, solo un F-14 iraní sufrió daños después de ser alcanzado por un MiG-21 cercano cuando explotó.
Los Tomcat iraníes se utilizaron originalmente como plataforma de alerta temprana para ayudar a otros aviones menos sofisticados con objetivos y defensa. También fueron cruciales para la defensa de áreas consideradas vitales por el gobierno iraní, como las terminales petroleras en la isla Kharg y la infraestructura industrial en la capital, Teherán. Muchas de estas patrullas contaron con el apoyo de los cisterna de reabastecimiento de combustible en vuelo Boeing 707-3J9C. A medida que la lucha se intensificaba entre 1982 y 1986, los F-14 gradualmente se involucraron más en la batalla. Se desempeñaron bien, pero su función principal era intimidar a la Fuerza Aérea Iraquí y evitar un fuerte compromiso para proteger los números de la flota de cisternas iraní. Su presencia era a menudo suficiente para ahuyentar a los cazas iraquíes que se oponían. La precisión y efectividad del sistema de armas AWG-9 de Tomcat y los misiles aire-aire AIM-54A Phoenix de largo alcance permitieron al F-14 mantener la superioridad aérea.
Según Tom Cooper y Farzad Bishop, dos de los escritores que más estudiaron el tema, en su libro "Iranian F-14 Tomcats Units in Combat", editado por Osprey, declaran que los F-14 iraníes derribaron más de 159 aviones y misiles iraquíes, principalmente usando el misil AIM-54A, pero también con AIM-7, AIM-9 y con el cañón M61 Vulcan. Los F-14 fueron claves para proteger la infraestructura petrolífera iraní, como la terminal portuaria de la isla de Khark, de los ataques iraquíes. Entre los derribos reclamados por los F-14 iraníes (aunque los iraquíes niegan muchos de estos derribos) durante los 8 años de la Guerra, se cuentan: 27 MiG-21, 58 MiG-23, 12 MiG-25, 3 MiG-27, 11 Su-20, 13 Su-22, 44 Mirage F1, un Dassault Mirage 5, 15 cazas no identificados, 4 bombarderos Tu-22, un B-6D3, 3 misiles antibuque, un Aérospatiale Super Frelon, un Mil Mi-25 y dos aviones no identificados más. A pesar de las circunstancias a las que se enfrentaron los F-14 y sus tripulaciones durante la guerra contra Irak, que carecían del apoyo de AWACS, aviones AEW e Intercepción de Control en Tierra (GCI), el F-14 obtuvo éxito en el combate. Logró esto en medio de una confrontación con un enemigo que estaba mejorando constantemente sus capacidades y recibiendo apoyo de tres países importantes: Francia, Estados Unidos y la URSS. Parte del éxito se atribuye a la economía iraní resistente y al personal de la IRIAF.
El conflicto con Irak dio a los pilotos de Tomcat la oportunidad de convertirse en ases de la aviación. Algunos pilotos de F-14 reclamaron más de 5 victorias aéreas, que los convertirían efectivamente en ases, pero con el paso del tiempo, con la confirmación de las bajas por parte de ambos bandos y la enorme cantidad de información ya "disponible", se puede decir de manera fiable, que sólo 3 pilotos de F-14 se convirtieron efectivamente en ases, son Jalil Zandi con 11 derribos, Shahram Rostami con 6 y Asfer Afshar, igualmente con 6 victorias confirmadas, por lo esto los convierte en los mejores pilotos de F-14 Tomcat de la historia.
En 1987, los iraquíes habían sufrido grandes pérdidas y se vieron obligados a encontrar una solución para nivelar el campo de batalla. Obtuvieron cazas Mirage F1EQ-6 de Francia en 1988, armados con misiles aire-aire Super 530D y Magic Mk.2. Los cazas Mirage F1 finalmente fueron responsables de tres derribos confirmadas de F-14. La IRIAF intentó mantener operativos los 60 F-14 durante toda la guerra, pero los informes indican que este número se redujo a 30 en 1986, con sólo la mitad de los que tienen capacidad para la misión.
Mientras que el ejército de Irak afirmó que derribó a más de 70 F-14, el Sistema de Información de Transmisiones Extranjeras en Washington D. C. estimó que Irán perdió de 12 a 16 ejemplares durante la guerra. Cooper escribe que sólo tres F-14 fueron derribados por los iraquíes, y cuatro por los misiles tierra-aire (SAM) iraníes. Dos Tomcat se perdieron en circunstancias desconocidas durante la batalla y siete se estrellaron debido a fallos técnicos o accidentes. Durante la guerra, los F-14 de la Fuerza Aérea iraní sufrieron 9 pérdidas confirmadas y otras 2 por combatientes desconocidos (se cree que un Tomcat fue derribado por uno de los recién llegados cazas MiG-29 Fulcrum con un misil R-27, aunque esto no está confirmado), una pérdida debido a un bloqueo del motor, una en condiciones desconocidas, dos por los misiles SAM Hawk iraníes, dos por MiG-23 y tres fueron derribados por Mirage F1EQ. También hay informes no confirmados de la caída de 10 Tomcat más.
El 31 de agosto de 1986, un F-14A iraní, armado con al menos un misil AIM-54A, desertó a Irak. Además, uno o más de los F-14A de Irán fueron entregados a la Unión Soviética a cambio de asistencia técnica; al menos uno de sus tripulantes desertó a la Unión Soviética.

#### Posguerra

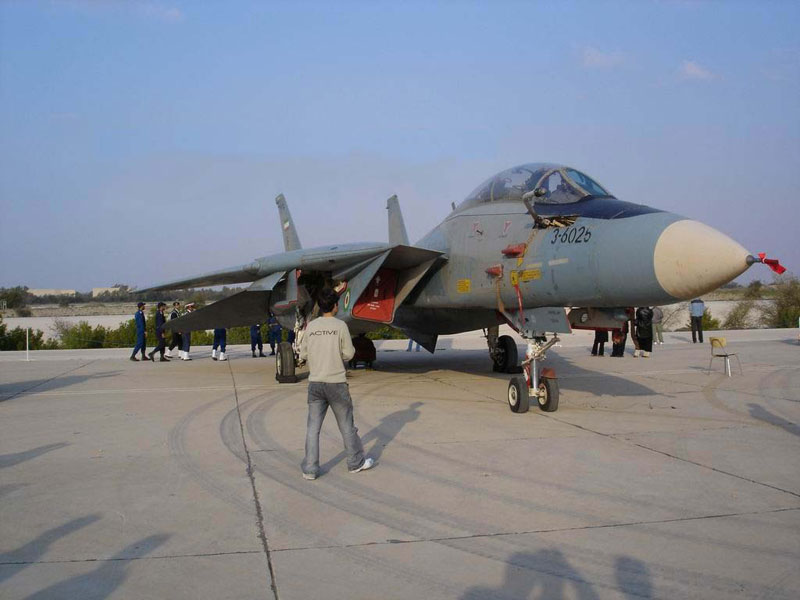
Uno de los F-14AM iraní recién modernizado.

En enero de 2007 fue anunciado por el Departamento de Defensa de Estados Unidos que las ventas de piezas de repuesto para todos los aviones F-14 operativos hasta ese momento en la Armada estadounidense serían suspendidas, debido al temor de que podrían terminar de contrabando en Irán. Se anunció que la decisión fue tomada "dada la actual situación en Irán". El 2 de julio de 2007, el resto de los F-14 estadounidenses retirados y almacenados fueron reciclados, para asegurar que las piezas de estos F-14 no fueran adquiridas por gobiernos considerados hostiles a los Estados Unidos y vendidos como repuestos. Como consecuencia, en 2008 el gobierno iraní puso en marcha un plan para actualizar su flota de F-14 con aviónica y motores propios.
En el verano de 2010, Irán reclamó a Estados Unidos el envío del último de los 80 F-14 comprados en 1974, cuya entrega había sido embargada tras la revolución iraní, en 1979.
A finales de 2011, F-14 iraníes fueron fotografiados volando junto a cazas Su-27 de Rusia sobre los cielos de Irán. Los F-14 estaban escoltando a los aviones del equipo acrobático Russian Knights Rúskiye Vítiazi sobre Irán, en dirección al Salón Aeronáutico de Dubái, estaban pintados de color gris naval, con el diseño original de los caza navales utilizados por la Armada estadounidense, son los últimos aviones totalmente operativos en el mundo.
El 26 de enero de 2012, un F-14 se estrelló tres minutos tras el despegue, resultando muertos sus dos tripulantes. Se estima que quedan solamente entre 20 y 25 aparatos operativos en Irán, en un extraño final para uno de los aviones más relevantes en la historia de la aviación embarcada occidental.
Irán no sólo ha logrado mantener en vuelo los F-14 sin ayuda estadounidense, sino que ha logrado modernizarlos integrando armas rusas y chinas, los cual ha sido posible mediante modificaciones en el software y en equipos electrónicos. Todo esto es un gran logro de ingeniería de gran nivel, que muestra el valor que dan los iraníes a sus F-14 y el gran conocimiento del avión que han logrado.
Irán logró aumentar significativamente sus existencias de piezas de repuesto, aumentando el número de Tomcat en condiciones de volar, aunque como no logró obtener piezas de repuesto para los sistemas de armas de la aeronave, la cantidad de Tomcat listos para el combate era todavía baja (siete en total) para 2008. En octubre de 2010, un comandante de la Fuerza Aérea iraní afirmó que el país reacondiciona y optimiza diferentes tipos de aeronaves militares, mencionando que la Fuerza Aérea ha instalado sistemas de radar hechos por Irán en el F-14. En 2012, el Centro de reacondicionamiento de Mehrabad de la Fuerza Aérea iraní, entregó un F-14 con sistemas de armas mejorados con componentes de origen local, designado como F-14AM. La escasez de misiles Phoenix llevó a los intentos de integrar el misil guiado por radar semiactivo ruso R-27, pero no tuvieron éxito. Una alternativa fue el uso de misiles MIM-23 Hawk modificados para reemplazar los Phoenix y los Sparrow del Tomcat, pero como el avión solo podía cargar dos Hawk, este proyecto también se abandonó, y otra fue el misil Fakour-90, que utilizaba el sistema de guía del Hawk embalado en el fuselaje del Phoenix. Los Fakour-90 previos a la producción se entregaron en 2017, y una orden de producción para 100 misiles (ahora denominada AIM-23B) se colocó en 2018, con la intención de reemplazar los misiles AIM-7E Sparrow de los F-14.
En noviembre de 2015 se informó que los F-14 iraníes escoltaron a los bombarderos Tu-95 rusos en ataques aéreos en Siria contra el Estado Islámico de Irak.

## Variantes

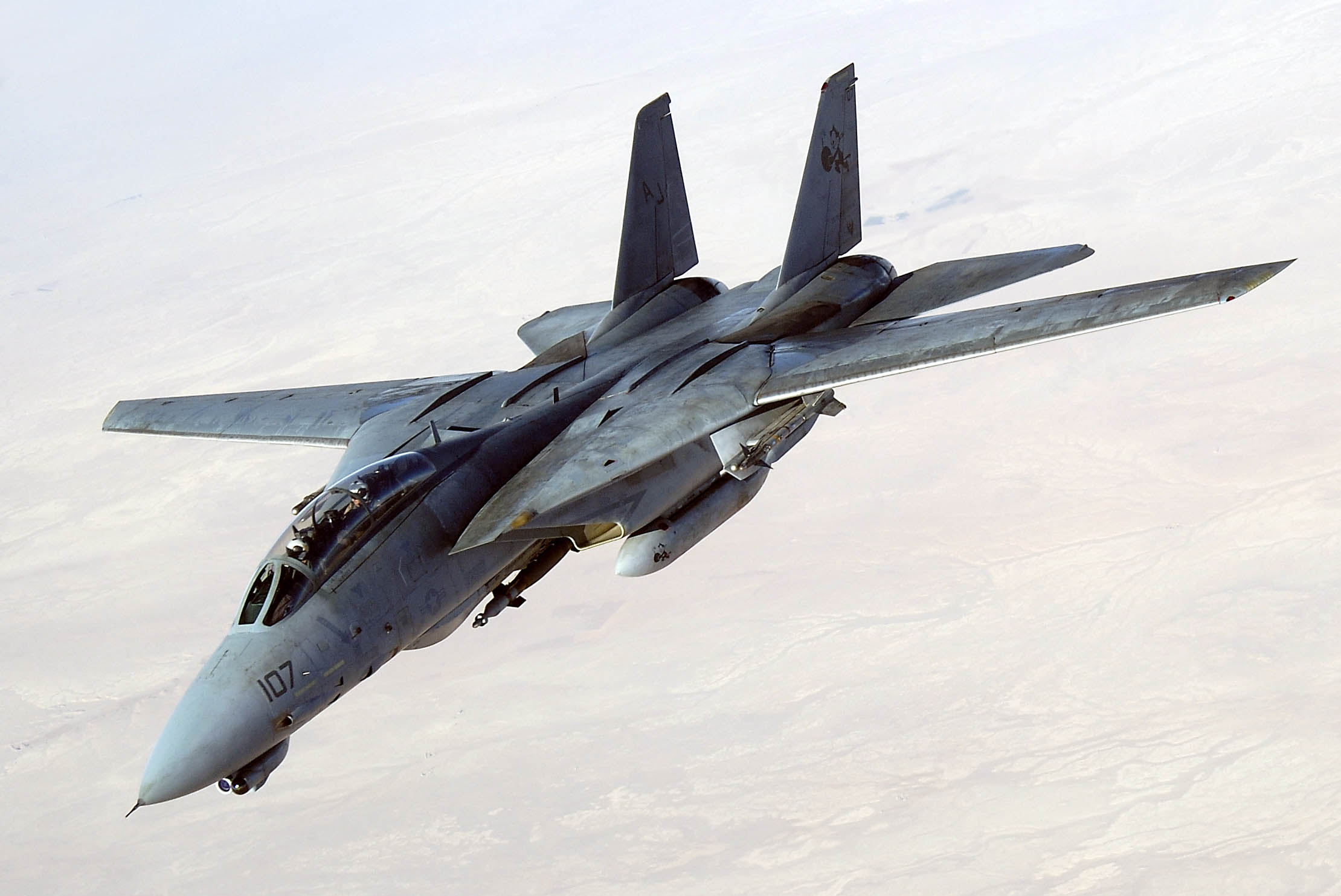
Golfo Pérsico (5 de noviembre de 2005). Un F-14D Tomcat, asignado a los “Tomcatters” del Fighter Squadron Three One (VF-31), lleva a cabo una misión sobre la región del Golfo Pérsico.

YF-14A
Prototipo y aeronave anterior a la producción en serie, para pruebas estáticas y de vuelo supersónico, maniobras y armas. Fueron construidos 12 ejemplares.
F-14A
La versión original de producción en serie, caza-interceptor de 2 asientos en tándem para todo tipo de condiciones atmosféricas y largo alcance, construido especialmente para equipar a la Armada de los Estados Unidos. Modificaciones posteriores agregaron armas más precisas para el combate aire-aire contra otros aviones caza.
F-14A+, o F-14B
Versión actualizada de los F-14A fabricados, instalándoles nuevos motores turbofán GE F110-400. Conserva muchas características de la versión anterior, así como el radar AWG-9. Luego fue designado como el nuevo modelo F-14C.
F-14D Super Tomcat
La última versión del F-14, entrando en servicio en 1992. Los problemáticos motores TF-30 fueron reemplazados con los nuevos y más potentes motores GE F110-400, en todos los aviones F-14C de producción en serie y en el nuevo F-14D, dándole a este nuevo y mejorado caza de producción en serie el empuje para el que fue diseñado originalmente (los anteriores caza F-14B también recibieron el nuevo motor GE F110-400). Tienen además varias actualizaciones, fue «digitalizado» para vuelo fly-by-wire y se le equipó con una cabina con varias pantallas planas; también tiene el nuevo radar AGP-71 y una computadora de vuelo que selecciona la posición de las alas de geometría variable en el ángulo más conveniente para el vuelo en diferentes altitudes y velocidades de forma totalmente automática, facilitando al piloto el control de las funciones de batalla de la nave.

### Versiones no construidas
F-14D
En los años 70 se diseñó una versión más barata para hacer frente a la escalada de costes. Esta versión se denominó F-14D.
F/A-14D
Variante propuesta como modernización de los F-14D, F-14B y F-14A para contar con un F-14D apto para misiones de ataque. La Armada estadounidense prefirió destinar los fondos a comprar aviones F/A-18E/F.
F-14D Quickstrike
Variante propuesta ante la cancelación del A-12 y retirada de los A-6 Intruder. Consistía en una versión de ataque de largo alcance, similar a lo que la USAF tenía con sus McDonnell Douglas F-15E Strike Eagle. Mediante un radar APG-71 mejorado y mejoras en software, se podían emplear misiles Harpoon, HARM y SLAM en los F-14D existentes. La elección del McDonnell Douglas F/A-18E/F cubrió la necesidad.
Super Tomcat 21
Variante multimisión, consistente en un F-14 de nueva construcción. Grumman buscaba proponer una alternativa de bajo coste al programa ATF de la Armada estadounidense, y aprovechar el trabajo realizado con el Quickstrike, añadiendo mejoras estructurales que ofrecían mejoras como una menor firma radar. La versión de ataque hubiera empleado el radar del cancelado General Dynamics/McDonnell Douglas A-12 Avenger II y otras mejoras en tecnologías y materiales.

## Operadores

### Actuales
Irán

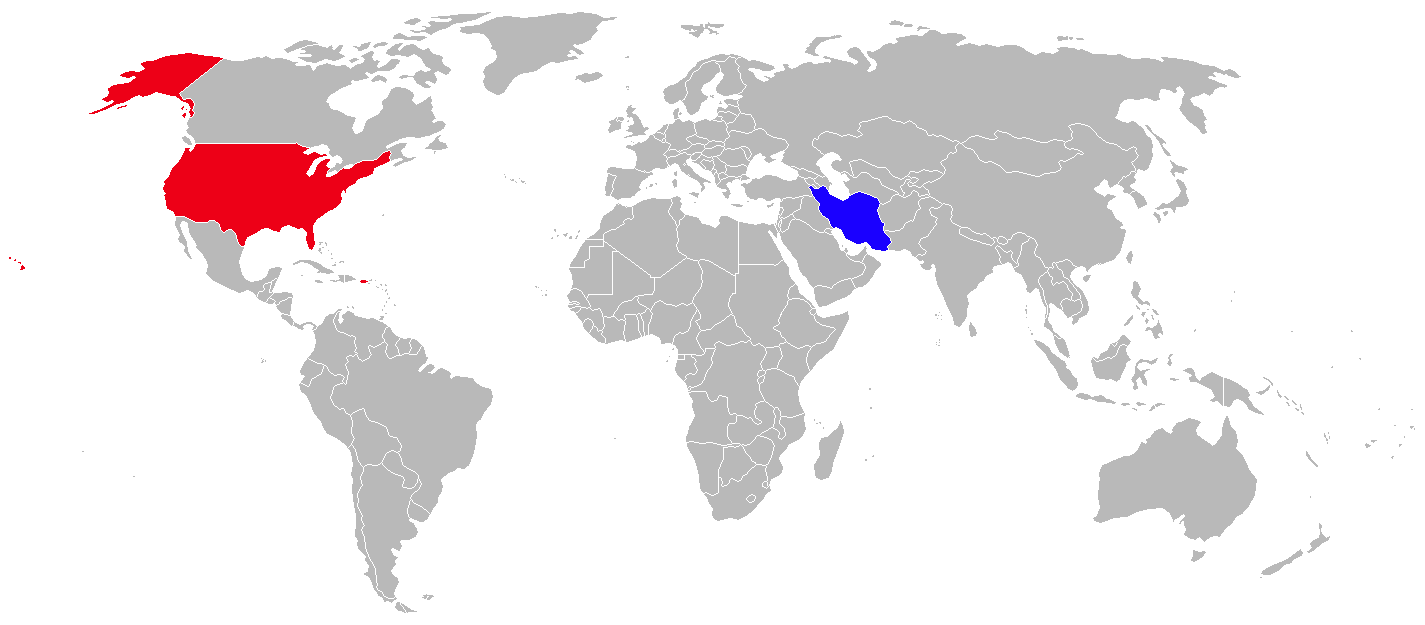
Operadores actuales del F-14 Tomcat.
Antiguos operadores.

- Fuerza Aérea de la República Islámica de Irán
  - 72.º TFS: F-14A, 1976–presente
  - 73.º TFS: F-14A, 1977–presente
  - 81.º TFS: F-14A, 1977–presente
  - 82.º TFS: F-14A, 1978–presente
  - 83.º TFS: F-14A, anteriormente 73.º TFS, 1977-presente

### Antiguos
Estados Unidos
- Armada de los Estados Unidos (retirado del servicio en 2006)
  - Portaaviones de la Armada USS Enterprise (CVN-65)
  - Todos los portaaviones de la Armada clase Nimitz
  - Escuadrón VF-213
  - Escuela de vuelo TOP-GUN, NAS Miramar (entrenamiento de pilotos y navegantes)

### Operadores potenciales
- Cuerpo de Marines estadounidense: el USMC tenía previsto equipar cuatro escuadrones con F-14A, e incluso algunas tripulaciones comenzaron el programa de transición. Los altos costes y la necesidad de mejores prestaciones de ataque al suelo hicieron que se cancelara la compra, para destinar los fondos a adquirir aviones AV-8B y F/A-18.[16]
- USAF: Grumman propuso el F-14A como sustituto del Convair F-106 Delta Dart, cuando la USAF convocó el concurso Improved Manned Interceptor Program. En el diseño propuesto se aumentó la capacidad de combustible y a la USAF le gustó por su autonomía y radar de gran alcance, sin embargo consideró el coste prohibitivo y lo descartó.
- Canadá: el F-14 cumplía los requerimientos para sustituir a los cazas CF-101 y CF-104 empleados por la RCAF. Las características del F-14 lo hacían idóneo para las necesidades canadienses. Sin embargo, el alto precio y los costes de mantenimiento del F-14 desaconsejaron su compra, así como la del F-15 Eagle, que también fue evaluado. Poco después, cuando Irán se enfrentó al embargo estadounidense, Canadá hizo una oferta para recomprar los F-14 iraníes con un gran descuento. La oferta estaba a punto de llegar a buen puerto cuando se filtró cómo Canadá había ayudado a salir de Irán a algunos funcionarios de la embajada estadounidense. Finalmente, el elegido fue el F-18 Hornet, por su menor coste y ofrecer prestaciones de caza y ataque, lo cual permitía también reemplazar los CF-5 y homogeneizar la flota de la RCAF.[17]
- Reino Unido: la RAF evaluó el F-14A, ya que buscaba un nuevo interceptor que hiciera frente a los cada vez más numerosos y avanzados bombarderos soviéticos en el Atlántico Norte, y quería un precio razonable comprando aviones ya existentes. El avión que la RAF buscaba debía mejorar las prestaciones de los aviones que iba a sustituir: BAC Lightning (anticuado, poca autonomía) y F-4M Phantom (carente de cañón en su armamento). La RAF buscaba operar en equipos AWACS-interceptores apoyados por aviones cisterna, con una filosofía parecida a la de la Armada estadounidense. Años después, Grumman ofertó la versión basada en tierra del F-14 solicitada por Irán a varios países. La cartera de pedidos de F-14D iraníes se ofreció a la RAF. Finalmente se decidió optar por el Tornado ADV, producido localmente y con sistemas más modernos.
- Japón: cuando Japón decidió reemplazar sus cazas F-104, el F-14 Tomcat estaba entre los aviones evaluados. El elegido por Japón fue el F-15 Eagle, que ofrecía contraprestaciones industriales al ser fabricado localmente.
- Alemania: la Luftwaffe evaluó al F-14, aunque no tenía ningún proyecto de compra en el que hubiera encajado.
- España: el Grumman F-14A Tomcat fue estudiado dentro del programa FACA (Futuro Avión de Combate y Ataque) del Ejército del Aire, junto a otros aparatos como el McDonnell Douglas F-15A Eagle, el PANAVIA Tornado, el Mirage 2000, el McDonnell Douglas F-18A Hornet o el General Dynamics F-16A Fighting Falcon, pero fue descartado junto a los primeros por su elevado coste y falta de polivalencia, quedando como finalistas el F-16 y el F-18, y ganando el concurso finalmente este último aparato.[18]

### El mito del F-14 ruso
Durante años, se especuló con la posibilidad de que la URSS hubiera logrado hacerse con un F-14 iraní. Es indudable el interés soviético en el radar y misiles del F-14, pero nunca se han encontrado pruebas ni testimonios de F-14 en la URSS, aunque sí de AIM-54A Phoenix capturados por los iraquíes y entregados a los soviéticos. Para algunos estadounidenses, sólo la copia podía explicar que los prototipos del Su-27 Flanker recurrieran al diseño de fusión LERX empleado por el F-14. También existía la teoría de que el Su-33 Flanker copió del F-14 el sistema de flaps/slats para operaciones en portaaviones. 
De hecho, Estados Unidos no escatimó en gastos y esfuerzos para que ninguno de los F-14 y misiles aire-aire Phoenix que perdió en accidentes cayera en manos rusas. Si la URSS se hizo con datos acerca de los AIM-54 Phoenix y del radar AN/AWG-9, pudo ser a través de algunos de sus espías en la Armada estadounidense.
Lo que sí es cierto es que, como parte de una operación de la CIA en 1986, un F-14 iraní desertó a Irak. Allí, técnicos estadounidenses analizaron el avión y su armamento para saber dónde estaba consiguiendo Irán repuestos para sus aviones. Años después, el piloto desertor fue asesinado en Europa.

## Apariciones notables en los medios

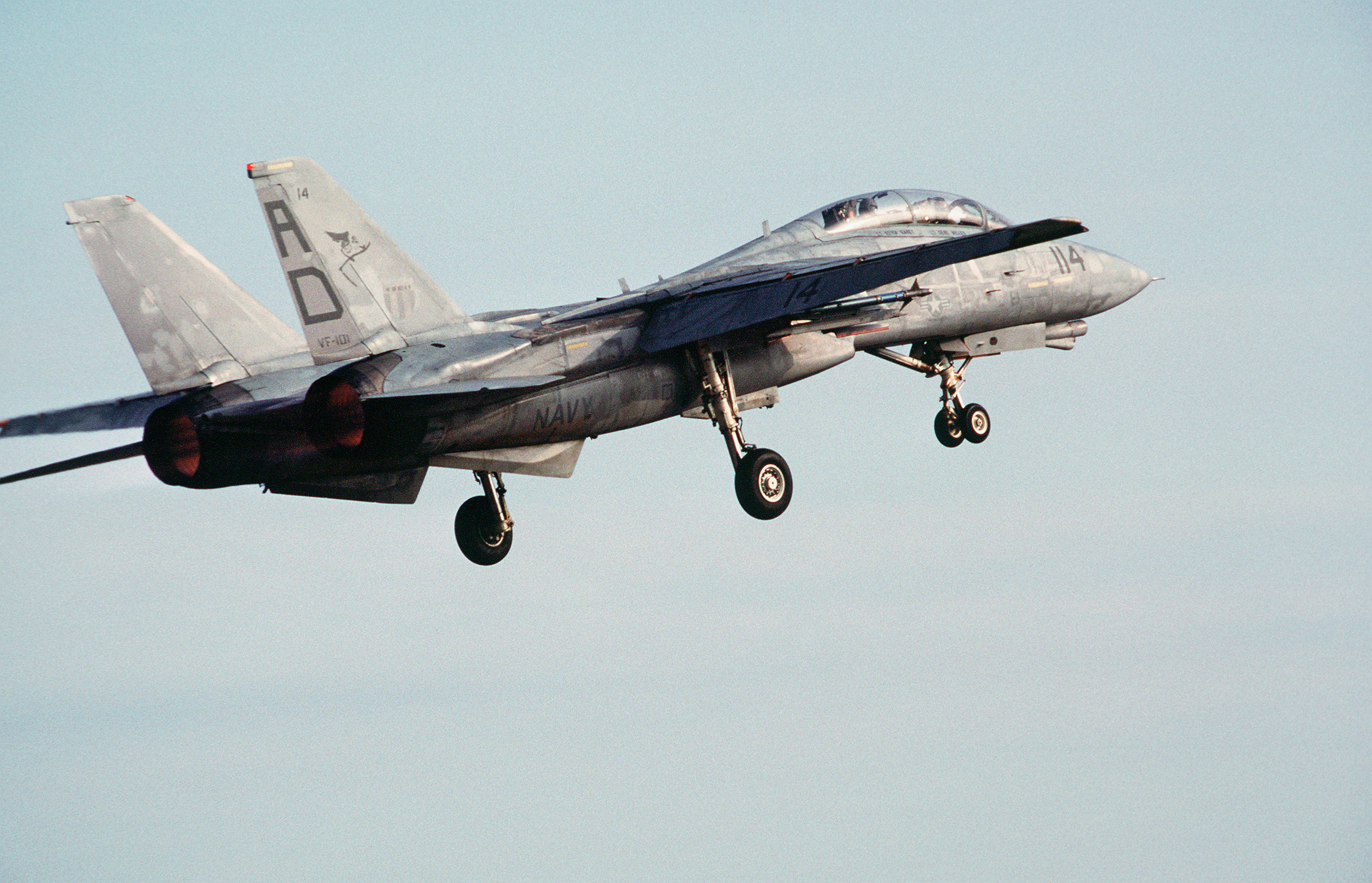
F-14 de "Maverick" con el tren de aterrizaje abajo, usado en la película Top Gun.

- El caza naval F-14 se hizo bastante popular con su participación en el cine en las dos películas sobre la Armada estadounidense: The Final Countdown de 1980 con Kirk Douglas, que muestra al portaaviones USS Nimitz (CVN-68) regresando al pasado por una extraña tormenta, y que tratará de enfrentarse al ataque japonés a Pearl Harbor (en esta película se utilizaron los F-14A del escuadrón de combate VF-84 Jolly Rogers), y Top Gun de 1986, protagonizada por Tom Cruise, un estudiante de la escuela de vuelo que se enamora de su instructora de vuelo.
- Tuvo una principal participación en Macross (serie animada japonesa conocida en occidente como Robotech) y en Macross Zero, la (precuela de la serie original), cuyas naves VF-1 Valkyrie se basaban en el Tomcat, como también en el diseño del escuadrón de combate de la Armada estadounidense VF-84 Jolly Rogers, los cuales se transformaban en robots gigantes, así como en la serie animada occidental SWAT Kats, en la que el Turbokat jet tiene similitudes obvias. También es el protagonista principal de la famosa saga de videojuegos After Burner.
- Es el diseño de avión más representado en fotografías y vídeos populares, y que representa a la Armada estadounidense por su extenso servicio activo, con una vida operativa de más de 20 años y reconocido por la cultura popular, algo único en la historia de la Armada estadounidense.
- También por la conocida serie "JAG Alerta Roja", que fue transmitida desde 1995 hasta 2005.
- Aparece en algunas escenas finales en la película del año 2022 "Top Gun: Maverick".
- Es conocido también por salir en la canción "Danger Zone", de Kenny Loggins, al combatir contra aviones F-5 Tiger. El F-14 también tuvo aparición en la película "Executive Decision", estrenada el 15 de marzo de 1996 y protagonizada por Kurt Russell, Halle Berry, David Suchet, John Leguizamo y Steven Seagal, en la que un escuadrón de cazas F-14 intercepta a un Boeing 747 de Oceanic Airlines secuestrado por terroristas. En la película "Venganza Invisible", estrenada en 1999 y protagonizada por Daniel Baldwin, Hames Jaenicke, Lisa Vidal, Chick Vennera y Tim Abell, el caza naval F-14 es utilizado durante el film con gran protagonismo para combatir a cazas enemigos F-16.
- En la quinta entrega de la saga de videojuegos "Ace Combat", el F-14 es el avión principal del protagonista conocido como Blaze y toda su escuadra apodada Wardog, y más tarde Razgriz.
- Además, aparece en la serie animada G.I.Joe, como los Sky Striker Jets usados por los Joe.
- Aparece en algunas escenas en la película Independence Day.
- Aparece en el videojuego War Thunder en la rama estadounidense, en la versión F-14A, F-14B y F-14A iraní.
- Hace una aparición breve en la película Terminator 2: el juicio final, dentro del videojuego After Burner II que está jugando John Connor.

## Especificaciones (F-14D)
Referencia datos: Armada de Estados Unidos, Spick, M.A.T.S.

### Características generales
- Tripulación: Dos (piloto y RIO)
- Longitud: 19,1 m (62,7 ft)
- Envergadura: 

  - Con alas extendidas: 19,55 m
  - Con alas en flecha: 11,58 m
- Altura: 4,9 m (16 ft)
- Superficie alar: 54 m² (581,3 ft²)
- Perfil alar: NACA 64A209.65 modo en raíz, 64A208.91 modo en punta
- Peso vacío: 19 838 kg (43 723 lb)
- Peso cargado: 27 700 kg (61 050,8 lb)
- Peso máximo al despegue: 33 720 kg (74 318,9 lb)
- Planta motriz: 2× turbofán con postquemador General Electric F110-GE-400.
  - Empuje normal: 72,7 kN (7408 kgf; 16 332 lbf) de empuje cada uno.
  - Empuje con postquemador: 119,9 kN (12 226 kgf; 26 955 lbf) de empuje cada uno.
- Capacidad de combustible máxima: 7348 kg internos o 9072 kg con 2 depósitos externos de 1010 litros

### Rendimiento
- Velocidad máxima operativa (Vno): 2485 km/h (1544 MPH; 1342 kt) (Mach 2,34) a altitud
- Radio de acción: 930 m (3051 ft)
- Alcance en ferry: 2960 m (9711 ft)
- Techo de vuelo: 15 200 m (49 869 ft)
- Régimen de ascenso: 229 m/s (45 078 ft/min)
- Carga alar: 553,9 kg/m² (113,4 lb/ft²)
- Empuje/peso: 0,91Un F-14D lanzando un AIM-7 Sparrow. También porta una bomba GBU-24 Paveway III.

### Armamento
- Cañones: 

  - 1x M61 Vulcan de 6 tubos rotativos de calibre 20 mm, con 675 proyectiles
- Puntos de anclaje: 10 en total (6× bajo el fuselaje, 2× bajo las góndolas de los motores y 2× subalares) con una capacidad de 6600 kg, para cargar una combinación de:  
  - Bombas: 

    - Bombas guiadas:
      - JDAM (GBU-31 y GBU-38), guiadas por sistema inercial y GPS
      - Serie Paveway (GBU-10, GBU-12, GBU-16, GBU-24), guiadas por láser

    - Bombas de caída libre:
      - Convencionales de la serie Mk 80 (Mk 81, Mk 82, Mk 83, Mk 84)
      - Bomba de racimo Mk 20 Rockeye II

  - Misiles: 

    - Misiles aire-aire:
      - Largo alcance: AIM-54 Phoenix, guiado por radar activo
      - Medio alcance: AIM-7 Sparrow, guiado por radar semiactivo
      - Corto alcance: AIM-9 Sidewinder, guiado por infrarrojos

    - Configuraciones:
      - 2× AIM-9 + 6× AIM-54 (poco usada debido al estrés de carga que provoca a la estructura)
      - 2× AIM-9 + 2× AIM-54 + 3× AIM-7 (la más común durante la época de la Guerra Fría)
      - 2× AIM-9 + 4× AIM-54 + 2× AIM-7
      - 2× AIM-9 + 6× AIM-7
      - 4× AIM-9 + 4× AIM-54
      - 4× AIM-9 + 4× AIM-7

  - Otros: 

    - Pantalla de reconocimiento aerotransportado táctico TARPS
    - Pantalla de designación de objetivos LANTIRN
    - 2× Depósitos de combustible externos de 1010 litros para mayor alcance/tiempo de merodeo

### Aviónica
- Radar Hughes AN/APG-71
- INS AN/ASN-130, IRST, Sistema óptico TCS
- Actualización con ROVER (Receptor Mejorado de Vídeo Operado Remotamente)

## Aeronaves relacionadas

### Desarrollos relacionados
- General Dynamics–Grumman F-111B

### Aeronaves similares
- McDonnell Douglas F-15 Eagle
- Panavia Tornado
- Mikoyan-Gurevich MiG-27
- Mikoyan-Gurevich MiG-23

### Secuencias de designación
- Secuencia G-_ (interna de Grumman): ← G-288 - G-296 - G-300 - G-303 - G-305 - G-306 - G-310 -- G-371 - G-376 - G-378 - G-391 - G-399 - G-413 - G-426 →
- Secuencia F-_ (Cazas estadounidenses, 1962-presente): ← F-10 - F-11 - F-12/C - F-14 - F-15/E/EX/J/STOL/MTD - F-16/XL/VISTA - F-17 →